# Rudertshofen
Rudertshofen ist ein Gemeindeteil der Stadt Berching im Landkreis Neumarkt in der Oberpfalz.

## Geschichte
Urkundlich wurde das Kirchdorf Rudertshofen 1305 erstmals erwähnt.
Am 1. Juli 1972 wurde Rudertshofen gemeinsam mit Hagenberg, Jettingsdorf und Wirbertshofen eingemeindet.

## Kirche St. Wunibald
In der Ortsmitte steht die Kirche St. Wunibald. Sie ist Filialkirche der Pfarrei Berching im Dekanat Neumarkt in der Oberpfalz. Die Kirche geht bis ins Mittelalter zurück. Erweiterungen fanden 1696/1697 und 1793 erweitert. Die vierregisterige Orgel mit Pedal stammt aus dem 19. Jahrhundert und wurde 1998 von Orgelbau Sandtner restauriert. Auf dem Glockenturm sind drei Glocken.
| Nummer | Name          | Ton | Jahr | Glockengießer                      |
| ------ | ------------- | --- | ---- | ---------------------------------- |
| 1      | Sterbeglocke  | h’  | 1693 | Wolff Hieronymus Heroldt, Nürnberg |
| 2      | 12 Uhr Glocke | d’’ | 1668 | Wolff Hieronymus Heroldt, Nürnberg |
| 3      | Große Glocke  | f’’ | 1815 | Joseph Stapf, Eichstätt            |